# Abydos (fiktiv planet)
 For alternative betydninger, se Abydos (flertydig). (Se også artikler, som begynder med Abydos)
Abydos er en vigtig planet fra science fiction-tv-serien Stargate.

## Fakta
Navn: Abydos

Race: Mennesker

Befolkning: Abydoserne

Klima: Ørken

Første medvirken: Stargate (film)

## Beskrivelse
Abydos består næsten ikke af andet end ørken; dog findes der også steder med skov (dette kan ses i filmen, da Ra's rumskib springer i luften), men disse områder besøges aldrig i serien. Desuden findes der også nogle bjerge på Abydosm, da de bryder naquadah i miner på planeten. Dette vides, da det er grunden til, at Ra er så interesseret i planeten. Omkring Abydos kredser 3 måner, som også indgår i dets såkaldte stargate-tegn.

## Historie
Befolkningen på Abydos er mennesker fra jorden, der mod deres vilje er blevet taget af Ra til at arbejde som slaver. Efter at jordens folk har gjort oprør mod Ra, bandlyser han læsning og skrivning, men nogle skrifter overlever dog stadig. Nogle af disse ses i filmen, hvor Jackson og Sha’re finder dem. Hele serien er baseret på Daniels' opdagelse af en række stargate-adresser i et tempel på planeten.

Da Daniel og Jack kommer til planeten i filmen, bliver befolkningen undertrykt af Ra, som tvinger dem til at arbejde i naquadahminerne. Daniel og Jack overtaler befolkningen til at gøre oprør mod Ra. Efter oprøret bliver Kasuf, der er fader til Sha’re, lederen af Abydos.

Størstedelen af befolkningen bor samlet i en stor by ude i ørkenen. Byen består af en stor mur af træ, der skal beskytte indbyggerne fra voldsomme sandstorme, der forekommer på planeten. Efter filmens slutning bor nogle af befolkningens unge mænd sammen med Daniel i pyramiden nær ved Stargaten, og nogle bosætter sig også i små lejre i ørkenen.